# Бриджвотер (Нью-Гемпшир)
Бриджвотер (англ. Bridgewater) — місто (англ. town) в США, в окрузі Ґрафтон штату Нью-Гемпшир. Населення — 1160 осіб (2020).

## Демографія
Згідно з переписом 2010 року, у місті мешкали 1083 особи в 471 домогосподарстві у складі 319 родин. Було 995 помешкань
Расовий склад населення:
| - 98,6 % — білих - 0,4 % — азіатів - 0,3 % — вихідців з тихоокеанських островів - 0,2 % — чорних або афроамериканців - 0,1 % — корінних американців |

До двох чи більше рас належало 0,4 %. Частка іспаномовних становила 0,3 % від усіх жителів.
За віковим діапазоном населення розподілялося таким чином: 16,8 % — особи молодші 18 років, 60,9 % — особи у віці 18—64 років, 22,3 % — особи у віці 65 років та старші. Медіана віку мешканця становила 49,2 року. На 100 осіб жіночої статі у місті припадало 91,0 чоловіків;  на 100 жінок у віці від 18 років та старших — 90,1 чоловіків також старших 18 років.
Середній дохід на одне домашнє господарство  становив 75 622 долари США (медіана — 53 854), а середній дохід на одну сім'ю — 100 297 доларів (медіана — 76 250). Медіана доходів становила 55 769 доларів для чоловіків та 36 375 доларів для жінок. За межею бідності перебувало 9,4 % осіб, у тому числі 27,9 % дітей у віці до 18 років та 5,0 % осіб у віці 65 років та старших.
Цивільне працевлаштоване населення становило 452 особи. Основні галузі зайнятості: освіта, охорона здоров'я та соціальна допомога — 24,6 %, будівництво — 14,2 %, мистецтво, розваги та відпочинок — 12,4 %.